# Афера в Майами
«Афера в Майами» (англ. Wasp Network) — фильм-драма Оливье Ассаяса 2019 года, основанный на книге Фернандо Морайса «Последние солдаты холодной войны». Рассказывает правдивую историю кубинских разведчиков, работавших и арестованных на территории США в 1990-х годах («Кубинская пятёрка»).
Мировая премьера фильма состоялась на Венецианском кинофестивале 1 сентября 2019 года. Фильм выпущен во Франции 31 января 2020 года компанией Memento Films и 19 июня 2020 года компанией Netflix.

## Сюжет
В Гаване в начале 1990-х лётчик Рене Гонсалес оставляет свою жену Ольгу и дочь Ирму на Кубе, чтобы начать новую жизнь в Соединённых Штатах. Он тайно вылетает в Майами на угнанном самолёте (Антонов Ан-2). Вскоре Гонсалес присоединяется к группе кубинских изгнанников и противников Кастро, которые действуют во Флориде против кубинского правительства посредством военных операций, а также стремятся разрушить кубинскую туристическую индустрию. Они даже летают над кубинским воздушным пространством. Кубинскую секретную организацию под названием la Red Avispa, или «Осиная сеть», возглавляет Херардо Эрнандес, также известный как Мануэль Вирамонтез.
Хуан Пабло Роке — другой кубинский пилот, который по заданию кубинских спецслужб переплыл с другими иммигрантами на базу Гуантанамо. По прибытии во Флориду попросил политическое убежище. Внедрился в антикубинские круги в Майами. Вернулся на Кубу перед массовыми антиправительственными демонстрациями и спланированной акцией по сбросу листовок с самолётов на Гавану. В пилотировании не участвовал, так как сломал руку. Все три самолёта были сбиты военно-воздушными силами Кубы.
ФБР арестовало участников сети (по сюжету 9 человек). Ольга вскоре была депортирована на Кубу. По сюжету и в реальности 5 человек были осуждены на разные длительные сроки заключения. Четверо уже на свободе.

## В ролях
- Пенелопа Крус — Ольга Салануэва-Гонсалес
- Эдгар Рамирес — Рене Гонсалес
- Вагнер Моура — Хуан Пабло Роке
- Гаэль Гарсиа Берналь — Херардо Эрнандес / Мануэль Вирамонтес
- Ана де Армас — Ана Маргарита Мартинес
- Леонардо Сбаралья — Хосе Басульто
- Нолан Герра Фернандес — Рауль Крус Леон
- Осдейми Пастрана Миранда — Ирма Гонсалес
- Тони Плана — Луис Посада Каррилес
- Адриа Архона — судья Джоан Ленард

## Производство
В апреле 2017 года было объявлено, что Оливье Ассайас напишет сценарий и станет режиссёром фильма. В основу сценария легла книга Фернандо Морайса «Последние солдаты холодной войны», где рассказывается история кубинских шпионов на американской территории в 1990-е годы.
В мае 2018 года было объявлено, что Эдгар Рамирес сыграет главную роль в фильме. В сентябре к актёрскому составу присоединились Пенелопа Крус, Вагнер Моура и Гаэль Гарсия Берналь. Адриа Архона вошла в актёрский состав в декабре 2018 года, а в феврале 2019 года на роль Аны была утверждена Ана де Армас.
Съемки начались на Кубе 18 февраля 2019 года и закончились 4 мая 2019 года.

## Выпуск
Мировая премьера фильма состоялась 1 сентября 2019 года на Венецианском кинофестивале. Фильм также был показан на Международном кинофестивале в Торонто, Американском кинофестивале в Довиле, Международном кинофестивале в Сан-Себастьяне, Нью-Йоркском кинофестивале, Лондонском кинофестивале BFI и Кинофестивале в Мумбаи.
Netflix приобрёл права на распространение фильма в январе 2020 года и начал международные показы с 19 июня 2020 года.

## Критика
На сайте-агрегаторе обзоров Rotten Tomatoes фильм имеет рейтинг одобрения 40 % на основе 80 обзоров со средневзвешенным значением 5,4 из 10. Критический консенсус веб-сайта гласит: «Благодаря талантливому составу этот фильм трудно игнорировать, даже если загадка, лежащая в основе сюжетной линии, слишком запутана». На Metacritic фильм имеет средневзвешенную оценку 54 из 100, основанную на 21 обзоре, что указывает на «смешанные или средние отзывы».
Николас Барбер из BBC дал фильму 4 звезды из 5, назвав его «увлекательным и часто гламурным триллером в стиле плаща и кинжала, в котором всегда светит солнце, а все актёры великолепны». Джей Вайсберг из Variety написал: «Несмотря на отличный сюжет, великолепный актерский состав и мускулистые образы, кубинский шпионский триллер Оливье Ассайаса кажется вырезанным из более длинного мини-сериала, заставляя зрителей чувствовать себя обделенными». Ксан Брукс из The Guardian дал фильму 3 звезды из 5, написав: «Чего фильму не хватает, так это эмоционального заряда и тонкой текстуры». Дэвид Руни из The Hollywood Reporter назвал работу «большим, красиво снятым фильмом с сильным актерским составом и потрясающими локациями» и «запутанным клубком бесконечного движения вперед и назад между большим количеством персонажей и ситуаций, чтобы сделать повествование удовлетворительным».